# Leonardo Faliero
Leonardo Faliero (ur. ?, zm. 1305?) – włoski duchowny katolicki, w latach od 1302 do swojej śmierci około 1305 roku tytularny łaciński patriarcha Konstantynopola

## Życiorys
31 marca 1302 został nominowany tytularnym łacińskim Patriarchą Konstantynopola. Pełnił ten urząd swojej śmierci około 1305 roku. 